# ソユーズMS-13
ISS飛行59Sとしても認識されるソユーズMS-13は、ロシア人コマンダーとアメリカ人およびイタリア人フライトエンジニアからなる第60次長期滞在のクルーをISSに送り届けるために（初めての月着陸から50年を記念して）2019年7月20日に打ち上げられた有人のソユーズミッションである。
ソユーズMS-13は142回目のソユーズ宇宙船の飛行となった。
その後の宇宙飛行士の輸送は商業乗員輸送プログラムで行われることになっていたので、一時はこの飛行がNASAが契約した最後のソユーズでの飛行となっていたが、2019年初頭にNASAは商業乗員輸送プログラムの遅延を考慮して、より確実性を高めるために追加のソユーズの座席を2つ購入することを検討した。

## クルー
| 地位                 | 打ち上げ機メンバー                                                      | 着陸機メンバー                                                            |
| -------------------- | ----------------------------------------------------------------------- | ------------------------------------------------------------------------- |
| コマンダー           | アレクサンドル・スクボルソフ, RSA 第60次/第61次長期滞在 3回目の宇宙飛行 | アレクサンドル・スクボルソフ, RSA 第60次/第61次長期滞在 3回目の宇宙飛行   |
| フライトエンジニア 1 | ルカ・パルミターノ, ESA 第60次/第61次長期滞在 2回目の宇宙飛行           | ルカ・パルミターノ, ESA 第60次/第61次長期滞在 2回目の宇宙飛行             |
| フライトエンジニア 2 | アンドリュー・R・モーガン, NASA 第60次/第61次長期滞在 1回目の宇宙飛行   | クリスティーナ・コック, NASA 第59次/第60次/第61次長期滞在 1回目の宇宙飛行 |

### バックアップクルー
| 地位                | Crew member                    | Crew member                    |
| ------------------- | ------------------------------ | ------------------------------ |
| コマンダー          | セルゲイ・リジコフ, RSA        | セルゲイ・リジコフ, RSA        |
| フライトエンジニア1 | トーマス・マーシュバーン, NASA | トーマス・マーシュバーン, NASA |
| フライトエンジニア2 | 野口聡一, JAXA                 | 野口聡一, JAXA                 |

## 再配置
ソユーズの乗組員は2019年8月26日にMS-13宇宙船をズヴェズダモジュールの後方側ポートからポイスクモジュールへと移動し、手動でドッキングを行った。これはソユーズMS-14がズヴェズダに自動ドッキングするための場所を空けるためで、これによって2019年8月24日にポイスクの信号増増幅器の不具合でMS-14の最初のドッキングの試みが中止された後でズヴェズダへの自動ドッキングの道が開かれた。最後にソユーズ宇宙船が再配置されたのはソユーズTMA-16Mミッション中の2015年8月だった。